# Aleksandr Bernstein
Aleksandr Nikołajewicz (Natanowicz) Bernstein (Bernsztejn) (ros. Александр Николаевич (Натанович) Бернштейн, ur. 7 maja 1870 w Odessie, zm. 26 maja 1922 w Moskwie) – rosyjski lekarz psychiatra, psycholog, jeden z pierwszych rosyjskich psychoanalityków, zarazem główny zwolennik Kraepelina w Rosji.
Syn lekarza i fizjologa Natana Bernsteina (1836–1891), brat matematyka Siergieja Bernsteina (1880–1968). Uczęszczał do 3 Odeskiego Gimnazjum, gimnazjów w Nicei i Wiesbaden, następnie wstąpił na Uniwersytet Moskiewski. Uczeń Korsakowa i Darkszewicza. Dyplom lekarza otrzymał w 1893 roku, następnie uzupełniał studia w dziedzinie psychiatrii za granicą – w Austrii, Niemczech, Francji i Szwajcarii. Po powrocie do Moskwy od 1893 do 1892 roku pracował w klinice psychiatrycznej Uniwersytetu Moskiewskiego. W 1895 roku odbył staż w klinice psychiatrycznej Kraepelina w Heidelbergu. W 1899 został kierownikiem Moskiewskiej Centralnej Policyjnej Izby Przyjęć. W 1900 roku przedstawił rozprawę na stopień doktora medycyny. Po śmierci Tokarskiego kierował pracownią psychologii doświadczalnej na Uniwersytecie Moskiewskim.
Współzałożyciel czasopism „Psichoterapija” (1909) „Sowriemiennaja psichiatria” i założyciel czasopisma „Żurnał psichołogii, newrołogii i psichiatrii” (1922). Należał do redakcji „Żurnała newropatołogii i psichiatrii imeni S.S. Korsakowa”.
W 1920 roku, wspólnie z Rybakowem i Nieczajewem, zorganizował Muzeum Psycho-Neurologiczne w Moskwie. Po śmierci Rybakowa kierował placówką, przekształconą na Instytut Psycho-Neurologiczny.
Ożenił się z pielęgniarką, Aleksandrą Karłowną Johansson. Ich synem był neurofizjolog Nikołaj Bernstein (1896–1966).

## Lista prac
- Мир звуков, как объект воспитания и мысли. Москва: типо-лит. т-ва И.Н. Кушнерев и К°, 1896
- О постельном содержании, в применении к лечению душевнобольных. Санкт-Петербург: тип. Я. Трей, ценз. 1896
- Случай множественного нейрита вследствие упорных запоров (polyneuritis cophraemica), 1898
- Новые веяния в теории восприятия. Москва: типо-лит. т-ва И.Н. Кушнерев и К°, 1898
- Непреодолимое влечение к введению в организм необычных веществ. Киев: лито-тип. т-ва И.Н. Кушнерев и К°, ценз. 1899
- Мышечный валик и его патологическое значение в клинике душевных болезней. Санкт-Петербург: К.Л. Риккер, 1900
- Материалы к учению о клиническом значении мышечного валика у душевно-больных. Москва: т-во "Печатня С.П. Яковлева", 1900
- Психологические и философские воззрения С.С. Корсакова. Москва: типо-лит. т-ва И.Н. Кушнерев и К°, 1902
- Bemerkung zu der Arbeit von Dr. E. Storch "Ueber die Wahrnehmung musikalischer Tonverhältnisse". Zeitschrift für Psychologie und Physiologie der Sinnesorgane 28, 261, 1902
- Ueber die Dementia praecox. Allgemeine Zeitschrift für Psychiatrie, 1903
- Über eine einfache Methode zur Untersuchung der Merkfähigkeit resp. des Gedächtnisses bei Geisteskranken. Zeitschrift für Psychologie und Physiologie der Sinnesorgane 32, ss. 259-263, 1903
- Ueber delirante Asymbolie und epileptische Oligophasie. Eine klinische Skizze[4].  1904
- Вопросы половой жизни в программе семейного и школьного воспитания. Москва: типо-лит. т-ва И.Н. Кушнерев и К°, 1908
- Экспериментально-психологическая методика распознавания душевных болезней. Москва: т-во "Печатня С.П. Яковлева", 1908
- Вопросы половой жизни в программе семейного и школьного воспитания, 1910
- Клинические лекции о душевных болезнях. Москва: В.М. Саблин, 1912